# Макеевка (Кировоградская область)
Макеевка (укр. Макіївка; до 2025 года — Апрелевка) — село в Кетрисановской сельской общине Кропивницкого района Кировоградской области Украины.
До 2020 года входило в Бобринецкий район
Население по переписи 2001 года составляло 31 человек. Почтовый индекс — 27253. Телефонный код — 5257. Занимает площадь 0,658 км². Код КОАТУУ — 3520883602.
В июне 2025 года, постановлением Верховной Рады Украины селу было присвоено название Макеевка

## Известные личности
- Наталия Яковенко — украинский историк, профессор и заведующий кафедрой истории Национального университета «Киево-Могилянская академия».